# Marcela Ferradás
Marcela Ferradás (Marcela Inés Lepro Ferradás, Capital Federal, 31 de diciembre de 1958) es una actriz, adaptadora y productora argentina quien trabaja en televisión, cine y radio desde 1978 hasta la actualidad.

## Carrera
Ha participado en más de sesenta espectáculos. Historias de malamor, El tapadito, Rey Lear, La muerte y la doncella, Fedra, Las primas o la voz de Yuna, El padre y Yuna soy yo (su segunda adaptación de la novela Las primas, de Aurora Venturini) son algunos de sus trabajos en teatro por los que -además de excelentes críticas- obtuvo nominaciones y premios. En cine, participó en películas como Noche de ronda, Cautiva y Bajo bandera, mientras que en televisión fue parte del elenco de ficciones como Hombres de ley, Por siempre mujercitas, Chiquititas, Rincón de luz, Amor mío (México), Alas, poder y pasión, Los simuladores y Mujeres asesinas.
Su formación teatral fue en cursos, seminarios y -más tarde- en talleres de  entrenamiento actoral con los maestros Alberto Ure, Laura Yusem, Bettina Muraña, Dominic de Fazio (USA), Augusto Fernandes, Guillermo Heras Toledo (España), Raúl Serrano y Juan Carlos Gené, entre otros. Egresada del Instituto Nacional del Profesorado “Joaquín V. González” como profesora de Castellano, Literatura y Latín, desde sus inicios consolidó una carrera vinculada al teatro no solo como actriz, sino como adaptadora, productora de varios de sus espectáculos, asistente de dirección y docente.

## Teatro
Integró el elenco estable del Teatro Municipal General San Martín entre 1984 y 1989. Trabaja, entre otros, en los teatros Municipal San Martín, Nacional Cervantes, Presidente Alvear, Babilonia, La Plaza, Del Pueblo, de La Ribera, SHA, Centro Cultural de la Cooperación, Beckett. Ha sido dirigida por Laura Yusem, Lorenzo Quinteros, Ricardo Bartís, Osvaldo Bonet, Jorge Lavelli, Jaime Kogan, Alejandra Boero, Manuel Iedvabni, Rubén Szuchmacher, Alejandro Tantanián, Mónica Viñao, Manuel González Gil, Santiago Doria, Adrián Blanco y Hugo Urquijo, entre otros directores . Con sus trabajos realizó giras tanto por la mayoría de las provincias de Argentina, Uruguay, Brasil, Venezuela, Colombia, EEUU, España, Francia e Italia.
- Paisaje (Actriz, Agradecimientos) 2025
- Estado del tiempo (Actriz) 2023 – 2024
- E.X.P. (El expediente) (Voz en Off) 2023 - 2024
- Yuna soy yo (Adaptadora, Actriz) 2022 - 2025
- Fedra (Actriz) 2019
- La trastornada (Actriz) 2018 - 2019
- Pequeñas infidelidades (Actriz) 2017
- El padre (Actriz) 2017
- Ceremonia de ausencia (Adaptadora, Actriz) 2017
- Sábado a la noche (Actriz) 2016
- La muerte y la doncella (Actriz) 2014 - 2015
- El conventillo de la Paloma (Actriz) 2013-2014
- Escenas variopintas de la vida sexual en el matrimonio moderno (Actriz) 2013
- Ampelmann (Actriz) 2012
- Ironías del destino (Actriz) 2012
- Las primas o la voz de Yuna (Adaptadora, Actriz) 2010 - 2011
- Ligados (Actriz) 2009
- Gris de ausencia (Actriz) 2008
- Historias de malamor (2008)
- Una máscara del amor (Actriz) 2007
- Rey Lear (Actriz) 2006
- Cándida (Actriz) 2005
- El tapadito (Actriz) 2005
- Canillita (Actriz) 2004
- Narcisa Garay, mujer para llorar (Actriz) 2004
- Porteñas (Actriz) 2003 - 2004
- Historia de malamor (Actriz) 2002 - 2003
- Felicidad del pueblo, grandeza de la nación (Actriz) 2002
- El inocente (Actriz) 2001
- Nuestro fin de semana (Actriz) 2001
- Julia (Una tragedia naturalista) (Actriz) 2000 - 2001
- Galileo Galilei (Actriz) 1999 – 2000
- Proyecto Brecht (Actriz) 1999
- Los siete gatitos (Actriz) 1998
- La otra (Actriz) 1997
- Borges Buenos Aires (Actriz) 1996
- Volpone (Actriz) 1995
- La Celestina (Actriz) 1993 - 1994
- Mil años, un día (Actriz) 1993
- La casa de Bernarda Alba (actriz) 1992
- ¿Qué no? (Actriz) 1991
- La dama boba (actriz) 1991
- El diablo y dios (actriz) 1989-1990
- Mujeres (Actriz – Bailarina) 1988
- Sueño de una noche de verano (Actriz) 1988
- Muñeca (Actriz) 1988
- Las brujas de Salem (Actriz) 1987
- En secreto a Rocamadour (actriz, adaptadora, directora) 1987
- Pericones (Actriz) 1987
- Stefano (Actriz) 1986 – 1987
- María Estuardo (actriz) 1986
- Don Gil de las calzas verdes 8actriz) 1986
- El círculo (Actriz) 1985
- Último verso (actriz) 1985
- El círculo (actriz) 1985
- El sillico de alivio o El retrete real (Actriz) 1985
- Medida por medida (Actriz) 1984
- No, Electra (Actriz) 1980
- Crónica de Adolescentes (Actriz) 1979
- El pájaro azul (Actriz) 1978

## Televisión
En T.V. participó en telenovelas, programas unitarios, ciclos y series  (emitidos en Argentina, Italia, España, Israel, Grecia, EE. UU. y México) escritos, entre otros, por Gerardo Taratuto, Jorge Huertas, María José Campoamor, Lalo Cernadas Lamadrid, Ricardo Halac, Helena Antonietto, Celia Alcántara, Adriana Lorenzón, Enrique Torres, Marcia Cerretani, Jorge Maestro, Claudio Ferrari, Maricel Lloveras, Marcos Carnevales, Lily Ann Martin, Gaby Fiore, Liliana Escliar y Marcelo Camaño. Y fue dirigida, entre otros,  por Daniel  Barone, Jorge Nigro, Sebastián Pivotto, Federico Hoppe, Diana Álvarez, Rodolfo Mórtola, Gerardo y Martín Mariani, Hugo Moser (h), José María Paolantonio, Martín Halac, Gustavo Luppi, Nicolás del Boca, Clara Zappettini, Martín Clutet  y Víctor Estela.
- Historias de corazón 2013
- Amor mío 2006–2008
- Mujeres asesinas 2006
- Rebelde Way 2003
- Son amores 2003
- Rincón de luz 2003
- 099 Central 2002
- Los simuladores 2002
- Enamorarte 2001
- Culpables 2001
- Muñeca brava 1999
- Verano del '98 1998
- Alas, poder y pasión 1998
- De corazón 1997–1998
- Chiquititas 1995–2001
- Por siempre mujercitas 1995–1997
- El día que me quieras 1994
- El amor tiene cara de mujer 1994

- Manuela 1991

## Cine
Trabajó bajo la dirección de Juan José Jusid, Luis Barone, Marcos Carnevale (con guiones de Guillermo Saccomanno), Gastón Biraben, Diego Martínez Vignatti, Bruno Rissi y Alberto Simone.
- Pájaros Rojos 2019
- La marea 2007
- Cautiva 2003
- Noche de ronda 1997
- 24 horas (algo está por explotar) 1997
- Bajo bandera 1997

## Premios[2]
- Premio Trinidad Guevara 2022, como Actriz Protagónica, por su actuación en Yuna soy yo.[5]
- Nominación Premios ACE 2022 como Mejor Actuación en Unipersonal en Yuna soy yo.[6]
- Premio Tablas a la Trayectoria - 2019[7]
- Nominación a los Premios ACE 2016 - 2017 como Actriz Protagónica de Teatro Alternativo por su actuación en El padre.
- Nominación a los Premios ACE 2014 – 2015 como Actriz Protagónica en Drama por su trabajo en La muerte y la doncella.
- Premio Planeando sobre BUE como Actriz Protagónica en Drama por actuación en Las primas o la voz de Yuna, 2011.
- Nominación a los Premios Mundo Teatro como Actriz Protagónica en Drama por actuación en Las primas o la voz de Yuna, 2011
- Nominación a los Premios ACE a Las primas o la voz de Yuna como Mejor Obra Dramática, 2010 – 2011
- Nominación a los Premios ACE como Actriz Protagónica en Drama por labor en Las primas o la voz de Yuna / 2010 – 2011.
- Nominación al Premio Florencio Sánchez como Actriz Protagónica por labor en Las primas o la voz de Yuna / 2010.
- Nominación al Premio ACE (Asociación de Cronistas del Espectáculo), por Actuación en Unipersonal, Historias de malamor, de Saccomanno – Escliar, temporada 2002-2003.
- Premio Florencio Sánchez 2002, otorgado por la Casa del Teatro, por Mejor Actuación Unipersonal en Historias de malamor